# The Elder Scrolls V: Skyrim
The Elder Scrolls V: Skyrim è un videogioco di ruolo d'azione open world sviluppato da Bethesda Game Studios e uscito l'11 novembre 2011 per Microsoft Windows, PlayStation 3 e Xbox 360. È il quinto capitolo della saga The Elder Scrolls, seguito di The Elder Scrolls IV: Oblivion.
Al netto dell'ottima accoglienza sia da parte dalla critica che dal pubblico, e della fama acquistata negli anni successivi alla sua uscita, è considerato uno dei migliori GDR di tutti i tempi, nonché uno dei videogiochi più famosi usciti nel nuovo millennio. Con oltre 60 milioni di copie vendute in tutto il mondo risulta anche essere uno dei videogiochi più venduti di sempre.

## Trama
Skyrim è ambientato duecento anni dopo gli eventi di Oblivion, durante l'anno 201 della 4ª era, nella fredda regione di Skyrim, provincia settentrionale di Tamriel.
L'Impero vive un periodo di depressione e instabilità dopo la fine della Grande Guerra, scoppiata nell'anno 171 in seguito all'invasione di Tamriel da parte degli elfi alti del dominio Aldmeri, anche noto come Thalmor. Nell'anno 175, rendendosi conto di non poter più contrastare il nemico, l'imperatore Titus Mede II aveva accettato di firmare il concordato Oro Bianco, che in cambio della pace garantiva importanti concessioni agli invasori. 
Una delle clausole del trattato prevede il bando del culto di Talos, umano asceso allo stato di divinità dopo la morte e particolarmente venerato nella regione di Skyrim poiché in vita era Tiber Septim, generale Nord a cui si deve l'impresa di aver unificato Tamriel per poi fondare l'impero odierno, chiamato anche Terzo Impero o Impero Septim. Per tale motivo, molti tra i Nord di Skyrim vedono il concordato Oro Bianco come una forma di tradimento di Titus Mede II nei confronti della loro razza e delle loro tradizioni. 
Nell'anno 201, Ulfric Manto della Tempesta, sovrano del feudo dell'Eastmarch, decide di mettere in discussione l'autorità dell'Impero sfidando a duello il Re dei Re di Skyrim, Torygg, fedele a Mede II e accusato di non essersi opposto con fermezza alla repressione di Talos. Nello scontro, Ulfric uccide Torygg e si autoproclama di conseguenza il sovrano legittimo dell'intera regione: tuttavia, la validità dell'evento non viene riconosciuta dal generale Tullius, comandante della legione imperiale nella provincia, che dichiara Ulfric colpevole di regicidio. Ciò scatena una guerra civile che vede contrapposti i lealisti e i ribelli indipendentisti a sostegno del sovrano dell'Eastmarch, chiamati Manto della Tempesta in riferimento alla casata del loro leader. 
Contemporaneamente, Skyrim assiste anche al ritorno dei draghi, considerati per secoli una mera leggenda. Alduin, un drago noto come "divoratore del mondo", è infatti tornato dal passato, deciso a riprendere il controllo del continente che un tempo gli apparteneva. Il giocatore interpreta il ruolo del Dovahkiin ("Sangue di Drago" nella lingua dei draghi). Solo egli ha il potere di opporsi ad Alduin e in lui è riposta l'ultima speranza.
All'inizio il protagonista è un prigioniero che viene portato dagli Imperiali in una città dove sarebbe stato giustiziato. Il drago Alduin inaspettatamente interrompe l'esecuzione, distruggendo la città. Il protagonista riesce a fuggire e viaggia verso la città di Whiterun per richiedere l'aiuto contro il drago. Dopo aver ucciso un drago che si trovava vicino alla città, il protagonista ne assorbe l'anima e acquisisce l'abilità di effettuare un Urlo. Le guardie della città, osservano l'evento, comunicano al protagonista che è un Sangue di Drago, e viene invitato dai Barbagrigia, un gruppo di anziani eremiti a incontrarli. I Barbagrigia allenano il protagonista nell'uso della Voce, e lo informano del suo ruolo nel fermare Alduin. Il protagonista apprende che la guerra civile di Skyrim è l'ultima parte di una serie di eventi profetizzati dalle Antiche Pergamene (Elder Scrolls), le quali predissero anche il ritorno di Alduin. Il protagonista in seguito incontra membri delle Blade, un ordine di cacciatori di draghi. Insieme trovano un'incisione sul Muro di Alduin dalla quale apprendono che gli antichi Nord usarono uno speciale Urlo contro di lui, così da poterlo affrontare. Per ottenere più informazioni, il protagonista incontra l'antico drago Paarthurnax, la guida dei Barbagrigia, il quale rivela che Alduin fu cacciato nelle correnti del tempo per mezzo di una Antica Pergamena, nella speranza che non riuscisse a tornare. Il protagonista trova questa pergamena e la usa per aprire una finestra nel passato e imparare l'Urlo usato per combattere Alduin. Successivamente affronta Alduin, che fugge a Sovngarde, l'aldilà dei Nord, per rinforzarsi divorando le anime dei Nord defunti. Il protagonista evoca e intrappola un drago chiamato Odahviing, da cui apprende che Alduin era andato a Sovngarde tramite un portale situato in un antico forte, chiamato Skuldafn. Odahviing accetta di portare in volo il protagonista fino a Skuldafn, sostenendo che, fuggendo dal Sangue di Drago, Alduin si è rivelato debole e indegno di essere alla guida della razza draconica. Il protagonista entra in Sovngarde e arriva nella Sala del Valore, dove incontra i tre eroi delle leggende Nord che sconfissero Alduin in origine. Con il loro aiuto, il protagonista sconfigge Alduin una volta per tutte. Così viene compiuto il sanguinoso destino del sangue di drago.

### Ambientazione
La regione di Skyrim è divisa in nove feudi, ognuno con le proprie leggi, la propria economia e governato da un jarl ("feudatario"), aiutato da un sovrintendente e con un esercito che difende la capitale e i vari villaggi collocati in essi. A ovest si trovano i feudi inizialmente controllati dall'Impero: Haafingar, con capitale Solitude, anche capitale di Skyrim; il Reach, con capitale Markarth; è centro della rivolta dei Rinnegati, i nativi del Reach; il Falkreath, con capitale Falkreath; Hjaalmarch, con capitale Morthal; abitata prevalentemente da pescatori, è molto contraria a tutto ciò che è magico o oltre la visuale degli uomini semplici. Confinante con delle paludi, infestata da ogni sorta di creature non-morte, ragni giganti ed altre creature. A est si trovano i feudi inizialmente schierati con Ulfric Manto della Tempesta: Eastmarch, con capitale Windhelm, città dei Manto della Tempesta; Winterhold, con capitale Winterhold, dove sorge l'Accademia dei maghi; il Rift, con capitale Riften che ospita la Gilda dei Ladri; il Pale, con capitale Dawnstar, città nella quale i cittadini soffrono di terribili incubi. Al centro, si trova il feudo di Whiterun, con capitale Whiterun, filoimperiale ma nominalmente non schierata; vi si trova Jorvaskrr, la sala dei Compagni, nobili guerrieri Nord. Appena fuori città sorge la distilleria Honnignbrew, dove viene prodotto un idromele famoso in tutta Skyrim, in eterna competizione col Rovo Nero di Riften. All'interno dei feudi si trovano alcuni villaggi: a Whiterun ci sono Riverwood e Rorikstead, a Falkreath Helgen, nel Rift si trovano Ivarstead e la Pietra di Shor, nel Reach si trova Karthwasten e a Haafingar Ponte del Drago. Ogni jarl combatte la guerra sotto lo stendardo del proprio feudo difendendolo dagli altri, ma ognuno di essi ha stretto un'alleanza con l'Impero, comandato dal generale Tullius, o con i Manto della Tempesta, capeggiati da Ulfric. Queste alleanze nel corso della trama cambiano e portano a scontri fra le due fazioni. Inoltre gli Imperiali e i Ribelli hanno accampamenti militari disposti nei feudi alleati con la fazione opposta. Nella regione è presente la Gola del Mondo, la montagna più alta di Tamriel, che ha un'altezza di circa 7 000 metri interamente scalabili attraverso i "leggendari 7 000 scalini" che portano alla cima, sulla quale vivono i Barbagrigia, un antico ordine di saggi esperti nell'uso degli urli.

## Modalità di gioco

La casa produttrice del videogioco

The Elder Scrolls V: Skyrim è un gioco di ruolo d'azione, giocabile sia in prima che in terza persona. Il giocatore può vagare liberamente per le terre del continente di Skyrim, un mondo aperto composto da pianure, boschi, sotterranei, città o paesi, fortezze e villaggi. I giocatori possono spostarsi più rapidamente nel mondo di gioco andando a cavallo, pagando un cocchiere dalla scuderia di una città o utilizzando un sistema di viaggio rapido che permette di spostare immediatamente il proprio personaggio in un luogo precedentemente scoperto.
All'inizio del gioco i giocatori possono personalizzare l'aspetto del proprio personaggio e scegliere tra le dieci razze messe a disposizione dal gioco. I personaggi hanno tre attributi principali: la salute che è la quantità di danni che il personaggio può subire prima di morire, la magicka che viene usata per lanciare incantesimi e il vigore che permette al personaggio di eseguire attacchi "potenti" o di correre. Una barra di stato per ogni attributo appare sullo schermo quando l'attributo scende al di sotto del suo valore massimo. Gli attributi si rigenerano nel tempo e possono essere ricaricati più velocemente bevendo pozioni o lanciando incantesimi rigenerativi. I personaggi guadagnano esperienza indirettamente, aumentando di livello ciascuno delle diciotto abilità, suddivise equamente tra le tre scuole: combattimento, magia e furtività. Ogni abilità ha una propria barra dell'esperienza, che aumenta quando si compie un'azione correlata all'abilità. Dopo un numero sufficiente di aumenti di abilità il personaggio sale di livello, consentendo al giocatore di aumentare uno dei tre attributi e fornendo un punto abilità, che può essere speso per sbloccare una tecnica o bonus specifico.
Il mondo è popolato da personaggi non giocanti (PNG); il giocatore può intraprendere una conversazione con loro, sposarne di predeterminati o ingaggiarli in combattimenti letali o non letali. Come nei precedenti giochi della serie, l'uccisione di alcuni PNG può rendere impossibile completare alcune missioni secondarie o usare oggetti, ad eccezione di quelli nella narrazione principale che non possono essere uccisi. Commettere un crimine, un omicidio o un furto, se in presenza di testimoni, fa avere al giocatore una taglia che lo porta ad essere ricercato dalle guardie della regione. I PNG propongono spesso al giocatore delle missioni secondarie; alcuni hanno parametri regolati in base alle aree inesplorate nelle vicinanze. Alcuni PNG possono essere assunti come compagni per essere accompagnati nell'avventura e in combattimento.
L'efficacia del giocatore in combattimento si basa sull'uso di armi e armature (che possono essere acquistate, trovate, rubate o forgiate) e sull'uso di incantesimi che possono essere appresi acquistando, rubando o trovando tomi di incantesimi. Le armi, gli scudi e le magie sono assegnati a ciascuna mano per consentire la doppia impugnatura e possono essere scambiati attraverso un menu ad accesso rapido di oggetti preferiti. Alcune armi e magie richiedono entrambe le mani. Gli scudi possono essere usati per respingere gli attacchi nemici e ridurre i danni subiti, oppure in modo offensivo con attacchi stordenti. Le armi possono essere contundenti o da taglio e hanno effetti diversi. Gli attacchi potenti richiedono vigore e hanno l'effetto di stordire temporaneamente il nemico e infliggere danni maggiori. Gli incantesimi hanno diverse funzioni, sia in combattimento (ad esempio, danneggiare o confondere i nemici) che fuori (ad esempio, illuminare una stanza buia o trasformare il ferro in argento). Gli archi sono usati per combattere a lungo raggio e per colpire i nemici in mischia. Il giocatore può entrare in modalità furtiva e borseggiare o sferrare potenti attacchi furtivi a nemici ignari.
Durante l'esplorazione del mondo di gioco il giocatore può incontrare animali selvatici ostili, come orsi e lupi, o non ostili, come cervi o alci. Skyrim è il primo titolo della serie The Elder Scrolls a includere i draghi come creature che possono essere incontrati casualmente nel mondo di gioco, alcuni di questi possono attaccare città e paesi quando si trovano nelle loro vicinanze. Il giocatore ha la capacità di assorbire le anime dei draghi uccisi per utilizzare potenti incantesimi chiamati "Urli del drago" o "Thu'um". Ciascun Urlo è composto da tre parole in lingua draconica che possono essere apprese visitando i "muri delle parole" sparsi nel mondo di gioco. Le parole di ogni Urlo si sbloccano e sono utilizzabili consumando le anime assorbite dai draghi uccisi. Un periodo di rigenerazione limita l'uso continuativo degli Urli.

### Razze e Gilde
Sono presenti tutte e dieci le razze dei giochi precedenti, divise in tre gruppi: umani, mer (elfi) e umanoidi. La razza influisce sulle statistiche di base e ciascuna è dotata di un potere unico, mentre la crescita del personaggio dipende dalle scelte del giocatore. I PNG (personaggi non giocanti) possono reagire diversamente a seconda della razza e del sesso selezionati. Durante il corso dell'avventura è possibile unirsi alle gilde, organizzazioni più o meno legali che garantiscono numerose missioni secondarie, oltre a benefici dipendenti dalla natura di ogni gilda. Le gilde sono cinque: i Compagni (che sostituisce la classica Gilda dei Guerrieri), l'Accademia di Winterhold (al posto dell'ormai scomparsa Gilda dei Maghi), la Gilda dei Ladri (gilda al limite della legalità), la Confraternita Oscura (illegale setta di assassini) e l'Accademia dei Bardi (minore e meno rilevante delle altre quattro).

## Sviluppo
Nell'agosto 2010 Todd Howard ha rivelato attraverso varie interviste che Bethesda Softworks stava lavorando su un gioco in sviluppo già da due anni e che i lavori erano ancora lunghi. Nel novembre dello stesso anno un giornalista di Eurogamer Danimarca ha intervistato uno sviluppatore sul progetto, un nuovo capitolo della serie The Elder Scrolls, anche se Bethesda non ha fatto commenti sulla relazione. Allo Spike Video Game Awards nel mese di dicembre Howard è apparso sul palco mostrando sia il titolo del gioco sia la data di uscita. L'edizione di febbraio 2011 della rivista Game Informer ha rivelato i primi dettagli sul contenuto di Skyrim: il loro sito ha rivelato che nel gioco sarebbe introdotto un nuovo linguaggio nel mondo, la lingua dei draghi, che sarebbe importante nella storia di Skyrim, che al tempo stesso utilizza il Creation Engine, un nuovo motore di gioco sviluppato da Bethesda Softworks. Il motore consente un maggiore realismo degli effetti ambientali rispetto ai precedenti titoli Bethesda. La neve cade in modo dinamico, la natura è più dettagliata e il vento ha effetti fisici sul paesaggio, come la modifica del flusso d'acqua e il far cadere le foglie dai rami. Tutti gli oggetti nel gioco gettano un'ombra sul terreno e la distanza visibile è più lontana rispetto a prima. Il sistema di Radiant Story permette ai PNG di interagire con l'ambiente circostante e di reagire alle azioni del giocatore.
Il design dei draghi è stato ispirato dalle creature del film Il regno del fuoco.

### Edizioni per console di settima generazione
Al contrario del precedente capitolo della saga, The Elder Scrolls IV: Oblivion, per il quale sono state sviluppate due versioni specifiche per gli hardware Xbox e PlayStation, Skyrim è stato programmato utilizzando la Xbox 360 come lead platform o piattaforma principale, adattandone il codice per l'hardware della PlayStation 3. Durante la settima generazione delle console, tale pratica era piuttosto comune alla luce della maggiore facilità di programmazione su Xbox, ma introduceva alcune limitazioni nella controparte PlayStation, come prestazioni generalmente meno stabili e una peggiore rappresentazione di certi elementi grafici. Inoltre, la versione PS3 è afflitta da un bug che si manifesta con discreta frequenza una volta che il salvataggio del gioco ha superato i 9/12 MB circa e che introduce elevati cali di frame-rate e lag nelle aree aperte della mappa. Bethesda ha rilasciato numerose patch per risolvere il problema, che persiste nonostante alcuni miglioramenti.

## Colonna Sonora
Il team di sviluppo ha incaricato Jeremy Soule, che in precedenza aveva lavorato su Morrowind e Oblivion, per comporre la musica di Skyrim. Il tema principale del gioco "Dragonborn" è stato registrato con un coro di oltre 30 persone che cantavano nella lingua immaginaria dei draghi. Il direttore creativo Todd Howard ha immaginato il tema di Skyrim come il tema di The Elder Scrolls cantato da un coro di barbari. Ciò divenne realtà quando l'idea fu approvata da Soule, che registrò il coro di 30 elementi e sovrappose tre registrazioni separate per creare l'effetto di 90 voci. Il concept artist di Bethesda, Adam Adamowicz, ha creato il linguaggio Draconico e ha anche sviluppato un alfabeto runico di 34 caratteri per il gioco. Ha ampliato il lessico del Draconico secondo necessità; Bruce Nesmith ha spiegato che le parole venivano introdotte nel lessico ogni volta che lo studio "voleva dire qualcosa".
Bethesda ha pubblicato quattro CD audio insieme al gioco l'11 novembre 2011. La colonna sonora di Skyrim viene distribuita tramite DirectSong, etichetta di Jeremy Soule, e tutte le copie fisiche ordinate tramite DirectSong vengono autografate dallo stesso Soule. I preordini del gioco da Amazon.de includevano anche una campionatura promozionale della colonna sonora di Skyrim con cinque tracce. Una versione digitale della colonna sonora è stata rilasciata tramite iTunes il 31 gennaio 2013.

### Doppiaggio
Le voci del gioco includono tra più di 70 attori e doppiatori e oltre 60 000 linee di dialogo. Il direttore del casting e supervisore della produzione Timothy Cubbison ha lavorato con Bethesda per valutare le audizioni e supervisionare le registrazioni. Il cast completo era composto da tre candidati al Premio Oscar e molti altri attori di alto profilo tra cui Max von Sydow, Christopher Plummer, Joan Allen, Michael Hogan e Vladimir Kulich per la versione originale e Silvio Pandolfi, Domenico Brioschi, Angiolina Gobbi, Massimiliano Lotti, Oliviero Corbetta, Natale Ciravolo e Marco Balzarotti per la versione localizzata in lingua italiana. Il doppiaggio italiano è stato realizzato dalla Synthesis International di Milano.

## Altre versioni

### Edizioni speciali
- Collector's Edition: Con l'uscita del gioco è stata pubblicata anche la Collector's Edition di Skyrim e prodotta in quantità estremamente limitata.[24] La confezione comprende il disco di gioco, la mappa di gioco, una raccolta di immagini e disegni, il DVD del dietro le quinte e il Muro di Alduin (una statuetta alta quasi 30 cm in PVC di alta qualità raffigurante il dio dei draghi su un Muro della parola).[25] L'edizione per collezionisti è completamente in inglese, sottotitoli compresi.[26]
- Legendary Edition: La Legendary Edition del videogioco, pubblicata il 4 giugno 2013 negli Stati Uniti e il 7 giugno in Europa per Microsoft Windows, PlayStation 3 e Xbox 360, contiene il gioco originale con i tre DLC inclusi e vari contenuti esclusivi come nuove animazioni di combattimento, il livello di difficoltà leggendario e nuove abilità.
- Special Edition: Il 13 giugno 2016 durante la conferenza di Bethesda all'E3 2016 di Los Angeles è stata annunciata la Special Edition del videogioco, che contiene migliorie grafiche, tutti i DLC e il supporto alle mod anche su console (come successo anche per Fallout 4). È in vendita dal 28 ottobre 2016 per Microsoft Windows, PlayStation 4 e Xbox One.[27]
- Anniversary Edition: Il 19 agosto 2021 è stata annunciata la Anniversary Edition del gioco, in uscita l'11 novembre 2021 come occasione per il decimo anniversario. Questa versione include tutti i contenuti della Special Edition e oltre 500 mod del Creation Club (tra cui la modalità pesca). È disponibile come aggiornamento gratuito next-gen (PlayStation 5 e Xbox Series X/S) per chi possiede la Special Edition su PlayStation 4, Xbox One e PC.[28]

### Versione VR
Durante una conferenza all'E3 2017, Bethesda ha presentato la versioni VR di Skyrim insieme a quella di Fallout 4 e Doom. Successivamente al Gamescom 2017 è stata annunciata la data di uscita ufficiale: il 17 novembre 2017. Skyrim in questa versione viene proposto completo di tutti i dlc e invariato dal punto di vista di gameplay, a parte qualche aggiustamento che un portavoce della Bethesda ha dichiarato necessario per il gioco in realtà virtuale. Sarà quindi possibile lanciare magie e combattere contro più nemici contemporaneamente ed interagire grazie ai controller Move della Playstation 4. Sarà anche possibile leggere i libri "sfogliando" effettivamente le pagine con i controller. La demo di questa versione è stata accolta dalla critica in modo tendenzialmente negativo a causa del movimento a teletrasporto (tipico dei giochi VR, in modo da diminuire il motion sickness) che comporta una perdita di immersione nell'ambiente di gioco. Successivamente la Bethesda ha confermato che più sistemi di movimento saranno implementati, come ad esempio il movimento attraverso l'utilizzo del classico Dualshock 4 o il sistema di rotazione "progressivo", già presente in giochi per Playstation VR come Farpoint o Rigs. Il comparto grafico mostrato nelle demo è sembrato carente, per quanto vi siano opinioni contrastanti, essendoci anche chi ha dichiarato che sebbene la resa grafica fosse minore rispetto alla versione Special Edition, la versione VR ci si avvicinasse molto.

### Versione Audio
Nel corso della conferenza stampa dell'E3 2018 viene mostrata da Bethesda una parodia dei numerosi port e riedizioni di Skyrim, intitolata Skyrim: Very Special Edition, da utilizzare con Amazon Alexa, affermando che sarebbe stata rilasciata anche per altri dispositivi elletronici, tra cui cercapersone Motorola e frigoriferi intelligenti Samsung. Dopo aver scherzato sul fatto che lo studio avesse portato Skyrim su tutte le piattaforme possibili, durante gli annunci dell'E3 2017, viene annunciato che la versione Alexa è una versione ufficiale del gioco sviluppato da Bethesda. Skyrim: Very Special Edition funziona come un gioco di ruolo testuale, una sorta di librogame in cui prendere decisioni in base agli scenari presentati dall’avventura.

## Espansioni

### Dawnguard
Dawnguard è stato il primo contenuto aggiuntivo scaricabile per Skyrim, incentrato sulla battaglia tra Dawnguard e il clan Volkihar. I Dawnguard sono una banda di cacciatori di vampiri che fanno affidamento sull'uso delle armi da balestra nella loro caccia contro il Clan Volkihar, una famiglia di vampiri. All'inizio della serie di missioni di Dawnguard, i giocatori devono scegliere con quale delle due fazioni unire le forze. Dawnguard aggiunge nuovi contenuti al gioco, incluse armi, incantesimi e armature, ed espande le abilità offerte ai giocatori che scelgono di diventare un vampiro o un lupo mannaro. Aggiunge due nuove aree da esplorare al di fuori della terraferma di Skyrim: il Tumulo dell'Anima (un piano del regno dell'Oblivion) e la Valle Dimenticata (una valle glaciale nascosta). Dawnguard è stato pubblicato su Xbox 360 nei Paesi anglosassoni il 26 giugno 2012 e nei paesi europei a metà luglio 2012. È stato inoltre pubblicato su Windows il 2 agosto 2012 tramite la piattaforma di distribuzione digitale Steam. Problemi di prestazioni hanno ostacolato il rilascio di Dawnguard su PlayStation 3, dove è stato infine pubblicato il 26 febbraio 2013 in Nord America e il 27 febbraio 2013 in Europa.

### Hearthfire
Hearthfire è il secondo DLC per Skyrim, reso disponibile a partire dal 4 settembre 2012 per Xbox 360, dal 4 ottobre per Microsoft Windows e dal 27 febbraio per PlayStation 3. Con Hearthfire è possibile acquistare terreni e costruirvi case, che si possono ampliare le proprie costruzioni con l'aggiunta di armerie, torri dell'alchimia e cucine all'interno e alveari, serre, stalle e campi coltivabili all'esterno. È stata introdotta anche la possibilità di adottare bambini in modo da creare una famiglia e sono presenti nuovi oggetti e ricette, che possono essere sfruttate tramite una nuova postazione di lavoro, il forno.

### Dragonborn
Dragonborn è il terzo e ultimo add-on di Skyrim. Ruota attorno agli sforzi del protagonista di sconfiggere Miraak, il primo Sangue di Drago, a diventare corrotto e cercare di controllare il mondo. L'add-on è ambientato a Solstheim, un'isola a nord-est di Skyrim appartenente alla provincia di Morrowind, e si presenta come un ulteriore open world. Aggiunge contenuti al gioco e consente ai giocatori di cavalcare draghi, include nuovi equipaggiamenti, nuovi materiali, nuovi nemici insieme ad altri Urli che possono essere appresi a Solstheim. Dragonborn è stato pubblicato per Xbox 360 il 4 dicembre 2012, per Windows il 5 febbraio 2013 e per PlayStation 3 il 12 febbraio 2013.

## Accoglienza
| Testata                            | Versione | Giudizio |
| ---------------------------------- | -------- | -------- |
| GameRankings (media al 15-12-2018) | X360     | 95%      |
| GameRankings (media al 15-12-2018) | PC       | 94%      |
| GameRankings (media al 15-12-2018) | PS3      | 88%      |
| Metacritic (media al 10-11-2011)   | X360     | 96/100   |
| Metacritic (media al 10-11-2011)   | PC       | 94/100   |
| Metacritic (media al 10-11-2011)   | PS3      | 92/100   |
| Metacritic (media al 10-11-2011)   | NS       | 84/100   |
| Metacritic (media al 10-11-2011)   | XONE     | 82/100   |
| Metacritic (media al 10-11-2011)   | PS4      | 81/100   |
| Metacritic (media al 10-11-2011)   | PC:HD    | 74/100   |
| AllGame                            | -        | 4,5/5    |
| Famitsū                            | -        | 40/40    |
| Game Informer                      | -        | 9,5/10   |
| GameSpot                           | -        | 9/10     |
| GameTrailers                       | -        | 9,3/10   |
| IGN                                | -        | 9,5/10   |
| Play Generation                    | -        | 94/100   |
| OPM (UK)                           | -        | 7/10     |
| PC Gamer (UK)                      | -        | 94%      |
| X-Play                             | -        | 5/5      |
| Wired                              | -        | 10/10    |

Il gioco, prima ancora dell'uscita, ottenne giudizi molto positivi dalla stampa specializzata, la quale aveva già lodato la saga per la sua ampia visione del "racconto videoludico", ovvero un enorme mondo di gioco, una schiera di personaggi e numero infinito di missioni, professioni e abilità. La rivista Atomic, provando in anteprima il gioco finale, lo ha recensito con un 95/100: si tratta del secondo voto più alto di sempre nella storia di questa pubblicazione, appena dietro Half-Life 2 con 97/100. Nei parziali il gioco ha realizzato 97/100 in giocabilità, 92/100 in grafica e 95/100 in sonoro. Il verdetto finale recita: «In definitiva Skyrim assomiglia molto a Fallout: New Vegas. Ci sono alcuni difetti, ma sono quasi insignificanti se considerati nel quadro generale. Nonostante molte ore di gioco ci sembra che abbiamo appena cominciato a grattare la superficie e il nostro diario delle missioni era sempre pieno. È un mondo bellissimo dove è molto divertente stare e la giocabilità permette di goderne al meglio. [...] È assolutamente da giocare». Il gioco ha riscontrato ottime critiche presso altri siti specializzati nella recensione di videogiochi, tanto che Skyrim in media ha ottenuto un voto pari a 95/100, al pari di Gears of War 3.
Play Generation diede alla versione per PlayStation 3 un punteggio di 94/100, apprezzando gli scenari vastissimi e di grande fascino, la crescita del personaggio in vero stile GdR e le musiche epiche e come contro i soliti problemi di Bethesda, ovvero l'aggiornamento e la risoluzione texture, i bug ed i modelli migliorabili, concludendo che nonostante alcune imperfezioni tecniche, l'ambientazione evocativa e i ritocchi strutturali rendevano Skyrim un GdR da non perdere. Nel giorno dell'uscita il gioco ha segnato il primato di utenze PC connesse su Steam, mentre a soli due giorni dall'uscita il gioco ha venduto circa 3,4 milioni di copie nei negozi. Nel giugno 2013 Bethesda ha annunciato che erano state vendute più di 20 milioni di copie del gioco, mentre il game director Todd Howard nel novembre 2016 ha confermato che Skyrim ha venduto più di 30 milioni di copie sin dal suo rilascio nel 2011, il che lo renderebbe il 17° videogioco più venduto di tutti i tempi.

### Riconoscimenti
Skyrim ha ricevuto premi da numerosi siti e testate di videogiochi. Ha ricevuto il premio di "Gioco dell'anno" da Spike TV, Giant Bomb, Xplay, Machinima.com, GameSpot, 1UP.com, GameRevolution, GameSpy, Joystiq e agli Interactive Achievement Awards (ora D.I.C.E. Awards). Il gioco ha ricevuto il premio di "RPG dell'anno" da Spike TV, IGN, Xplay, GameSpot, GameSpy e agli Interactive Achievement Awards. IGN e GameSpot hanno nominato Skyrim "Gioco per PC dell'anno", oltre al premio "Readers' Choice" di GameSpot. L'Academy of Interactive Arts & Sciences ha premiato Skyrim come "Gioco dell'anno", "Miglior Gioco di ruolo", "Miglior direzione artistica", "Miglior Gameplay" e "Miglior Storia". È stato votato al primo posto nella classifica dei 100 migliori videogiochi di tutti i tempi di Good Game e al primo posto nella classifica "I 100 migliori giochi per PC di tutti i tempi" di PC Gamer. Ai premi Gioco dell'anno 2017 di Giant Bomb il gioco si è classificato secondo come "2017's Old Game of the Year".
La versione VR è stata nominata come "Miglior gioco di realtà virtuale" alla Gamescom 2017 Awards; per il premio "Coney Island Dreamland Award per il miglior gioco di realtà virtuale" e per il premio "Tappan Zee Bridge Award per il miglior remake" (insieme alla versione Switch) ai New York Game Awards 2018; per "Eccellenza nei risultati tecnici" e "Gioco VR dell'anno" ai SXSW Gaming Awards 2018 e per "Miglior gioco VR/AR" ai Game Developers Choice Awards del 2018. Alla 17ª edizione dei National Academy of Video Game Trade Reviewers Awards, la versione VR è stata nominata per il "Miglior Control Design", "Direzione in realtà virtuale" e "Mixaggio audio in realtà virtuale", mentre la versione Switch è stata nominata per il "Miglior Costume Design". La versione VR ha vinto il premio come "Miglior gioco VR" ai Golden Joystick Awards 2018.

## Sequel
Nel giugno 2016 il game developer Todd Howard conferma che The Elder Scrolls VI è in fase di sviluppo, dichiarando però che saranno necessari anni prima della pubblicazione. L'11 giugno 2018 in occasione della conferenza di Bethesda all'E3, Howard mostra un teaser della durata di 36 secondi in cui si annuncia che la casa di produzione sta lavorando al sesto capitolo della saga The Elder Scrolls. Una settimana più tardi, Howard dichiara che il gioco è in fase di pre-produzione, e che verrà rilasciato non prima di Starfield. L'ambientazione, inoltre, è già stata decisa.